# Pulverturm (Memmingen)

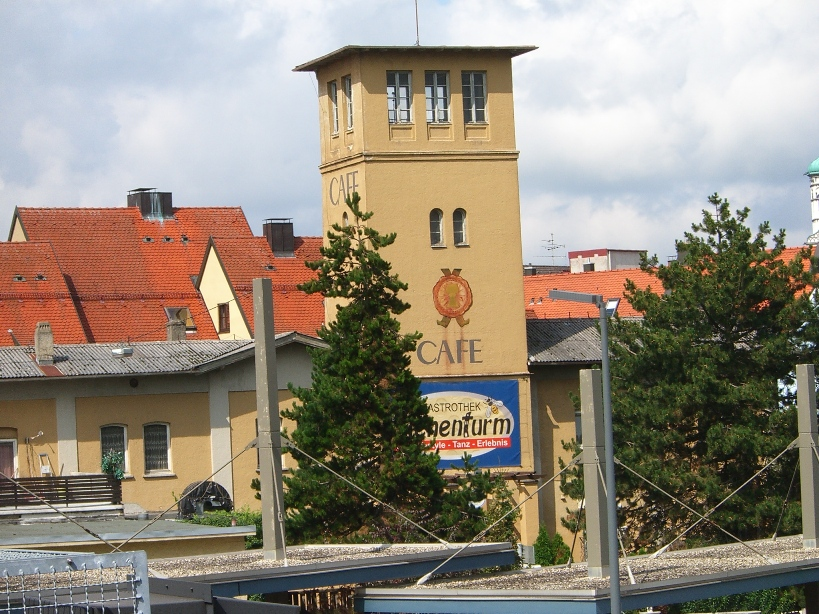
Der Pulverturm in heutiger Zeit mit Schriftzug des ehemaligen Tanzlokals

Der Pulverturm war ein Verteidigungsturm der oberschwäbischen Stadt Memmingen und ist der einzige noch erhaltene Turm der ehemaligen Ostbefestigung. Er diente im Mittelalter zur Aufbewahrung des Schießpulvers. Heute ist er Teil eines geschlossenen Cafés.

## Lage
Der Turm steht an der Ostseite der Altstadt, zwischen den nicht mehr vorhandenen Bauwerken Kalchtor und Wasserturm. Gegenüber befindet sich der ZOB und der Memminger Bahnhof.

## Aussehen
Der Turm war rechteckig und hatte ein Satteldach und ähnelte wahrscheinlich dem Hexenturm. Heute ist es ein rechteckiger, fast quadratischer Turm mit einem blechgedeckten Flachdach.

## Geschichte
Der Pulverturm hat eine wechselvolle Geschichte. Er wurde um 1350 bei der zweiten Stadterweiterung erbaut. Bis zum Ende der Reichsstadtzeit diente er als Aufbewahrungslager für das Schießpulver. In seiner Nähe befand sich eine Pulvermühle, weshalb er auch Pulvermühlturm genannt wurde. Beim Bahnbau 1863 war er der einzige Turm, der vom Abriss verschont blieb. Trotzdem wurde an ihm viel umgebaut, so dass von seinem ursprünglichen Aussehen nicht mehr viel vorhanden ist. In den Dreißigerjahren des 20. Jahrhunderts wurde er in ein Café integriert, das später zu einem Abendlokal, dann zu einem Tanzlokal erweitert wurde. Heute ist der Betrieb geschlossen. Vereinzelt finden dort noch Abendveranstaltungen statt.